# علم الانتحار
علم الانتحار (بالإنجليزية: Suicidology)‏ هو الدراسة العلمية للسلوك الانتحاري وأسباب الانتحار ومنع الانتحار. هناك العديد من المجالات والتخصصات المختلفة التي تشارك في علم الانتحار، أهمها علم النفس وعلم الاجتماع. في كل عام، يموت حوالي مليون شخص بسبب الانتحار، وهو معدل وفيات يبلغ ستة عشر لكل 100،000 أو وفاة واحدة كل أربعين ثانية. يمكن منع الانتحار إلى حد كبير من خلال الإجراءات الصحيحة، والمعرفة بالانتحار، وتغيير وجهة نظر المجتمع حول الانتحار لجعله أكثر قبولًا للحديث عنه.

## تاريخ مختصر
يفكر معظم علماء الانتحار في تاريخ الانتحار من حيث المحاكم والكنيسة والصحافة والأخلاق والمجتمع. في اليونان القديمة، كانت هناك عدة آراء حول الانتحار. تم التسامح معه، بل تم الإشادة به عندما ارتكبه الأرستقراطيون (الجنرالات والفلاسفة) ولكنه مدان ومرفوض إذا ارتكبه العامة (عامة الناس) أو العبيد.
وفي روما، كان ينظر إلى الانتحار بشكل محايد إلى حد ما، حتى بشكل إيجابي؛ لأن الحياة لا قيمة لها. ويعتبر الانتحار جريمة لأنه يحول دون إمكانية التوبة في المسيحية، وينتهك الوصية السادسة التي تنص على أن لا تقتل. خلال هذا الوقت، شدد القديس توما الأكويني على أن الانتحار كان خطيئة مميتة لأنه يمنع قدرة الله في التحكم بحياة الإنسان وموته. ومع ذلك، لا يوجد في الكتاب المقدس اليهودي المسيحي أي أمر يحظر الانتحار. ترسخ هذا الاعتقاد ولعب لمئات السنين بعد ذلك دورًا مهمًا في وجهة النظر الغربية عن الانتحار. على مدى 200 عام الماضية، انتقل التركيز الرئيسي للانتحار من اتهامه بأنه خطيئة إلى بذل الجهد في تفاهمه والوقاية منه.

## الأسباب
إنَّ حوالي واحدًا، من كل ستة أشخاص يقتلون أنفسهم، يترك ملاحظة انتحارية، والتي توفِّر في بعض الأحيان أدلةً على السبب. وتنتج السُّلُوكياتُ الانتحارية عن تفاعل عدَّة عوامل عادة؛ وأكثرها شُيُوعًا هو:
- الاكتئاب

يسهم الاكتئاب في أكثر من 50٪ من محاولات الانتحار. قد تؤدِّي المشاكلُ الزوجية، أو الاعتقال أو المشاكل القانونيَّة في الآونة الأخيرة، أو حالات الحبّ غير السعيدة أو المنتهية، أو النزاعات مع الوالدين (بين المراهقين)، أو فقدان أحد أفراد الأسرة مؤخَّرًا (وخاصَّة بين كبار السن) إلى الاكتئاب. وفي كثير من الأحيان، يكون عاملٌ واحد، مثل انفكاك علاقة مهمَّة، هو القشَّة الأخيرة في سلسلة من الظروف المزعجة. ولكن، يمكن أن يحدثَ الاكتئاب "فجأة"، خاصَّة إذا كان هناك تاريخٌ عائلي لاضطراب في المزاج أو للانتحار. ويكون خطرُ الانتحار أعلى إذا كان لدى الأشخاص، الذين يعانون من الاكتئاب، قلقٌ كبير أيضًا.
قد يصاب الأشخاصُ الذين يعانون من اضطرابات طبية عامَّة معيَّنة بالاكتئاب، ويحاولون الانتحارَ أو ينتحرون بالفِعل. وتؤثِّر معظمُ الاضطرابات المرتبطة بزيادة معدَّلات الانتحار في الجهاز العصبي والدماغ، إمَّا بشكل مباشر (مثل الإيدز، والتصلُّب المتعدِّد، أو صرع الفصِّ الصدغي) أو تنطوي على المُعالجَات التي يمكن أن تسبِّب الاكتئاب (مثل بعض الأدوية المستخدَمة لعلاج ارتفاع ضغط الدم).
في كبار السن، قد يكون نَحو 20٪ من حالات الانتحار استجابة (جزئيًا على الأقلّ) للاضطرابات الجسدية المزمنة والمؤلمة الخطيرة.
يكُون الأشخاص الذين تعرضوا إلى تجارب صادِمَة في الطفولة، بما في ذلك إساءة المُعاملة، أكثر ميلاً لمُحاوَلة الانتحار، وربَّما يعود هذا إلى أنَّهم يُواجِهُون زيادةً في خطر الإصابة بالاكتئاب.
ويمكن أن يتعزَّز الاكتئاب عن طريق استخدام الكحول، والذي بدوره، يجعل السُّلُوكَ الانتحاري أكثر احتمالاً. كما يقلِّل الكحول من ضبط النفس أيضًا؛ فحوالى 30٪ من المَرضَى الذين يحاولون الانتحارَ يشربون الكحول قبلَ المحاولة. وبما أنَّ إدمان الكحول، وخاصة الشرب بنهم، غالبًا ما يسبِّب مشاعر عميقة من الندم خلال فترات الابتعاد عنه؛ لذلك، يكون المدمنون على الكحول عرضةً للانتحار حتى في فترات الاتِّزان.